# .id
.id (Indonésia) é o código TLD (ccTLD) na Internet para a Indonésia.